# Ryszard Lenczewski
Ryszard Władysław Lenczewski (ur. 5 czerwca 1948 w Miłkowie) – polski operator filmowy, profesor sztuk filmowych, nauczyciel akademicki, członek Amerykańskiej Akademii Sztuki i Wiedzy Filmowej.

## Życiorys
W 1974 ukończył studia na Wydziale Operatorskim Państwowej Wyższej Szkoły Filmowej, Telewizyjnej i Teatralnej im. Leona Schillera w Łodzi. W 2005 uzyskał stopień doktora habilitowanego sztuki filmowej, a 7 października 2010 nadano mu tytuł naukowy profesora. Zawodowo związany z macierzystą uczelnią, gdzie doszedł do stanowiska profesora zwyczajnego. W latach 2008–2014 był prodziekanem Wydziału Operatorskiego PWSFTviT w Łodzi. Uzyskał członkostwo w Brytyjskiej Akademii Sztuk Filmowych i Telewizyjnych, Europejskiej Akademii Filmowej oraz od 2015 Amerykańskiej Akademii Sztuki i Wiedzy Filmowej.
Pracę w branży filmowej zaczynał jako twórca zdjęć do etiud szkolnych i filmów dokumentalnych. W późniejszych latach współpracował z takimi reżyserami jak Bogdan Dziworski, Jerzy Domaradzki, Lech Majewski, Janusz Morgenstern, Tadeusz Junak, Laco Adamik, Andrzej Barański, Juliusz Machulski, Izabella Cywińska, Zbigniew Kamiński, Wiesław Saniewski, Grzegorz Królikiewicz, Ryszard Ber, Krzysztof Zanussi, Jacek Bromski, John Crowley, Paweł Pawlikowski, Uri Barbasz, Kenneth Lonergan, Rowan Joffé, Joe Wright, Charles Beeson i inni.
W 1980 otrzymał nagrodę na Festiwalu Polskich Filmów Fabularnych w Gdańsku za zdjęcia do filmu Pałac. W 1997 nagrodzony przez BAFTA Wales za Wojenną narzeczoną, a w 2001 nominowany do Nagrody Brytyjskiej Akademii Filmowej za miniserial Anna Karenina. Lato miłości przyniosło mu natomiast nominację do Europejskiej Nagrody Filmowej. W 2004 dostał Nagrodę Telewizyjną Akademii Brytyjskiej w kategorii zdjęcia i oświetlenie za film Charles II: The Power & the Passion.
W 2013 pracował wraz z Łukaszem Żalem przy wielokrotnie nagradzanym filmie Ida. Autorzy zdjęć do tej produkcji zostali uhonorowani m.in. nominacjami do Oscara w kategorii „najlepsze zdjęcia” oraz do Nagrody Brytyjskiej Akademii Filmowej, a także Europejską Nagrodą Filmową, nagrodą za zdjęcia na Festiwalu Filmowym w Gdyni, nagrodami na festiwalach w Mińsku i Bukareszcie, Złotą Żabą na Camerimage i nominacją do Orła. Otrzymał za nią również Spotlight Award przyznaną przez American Society of Cinematographers.
Odznaczony Srebrnym Medalem „Zasłużony Kulturze Gloria Artis” (2013) oraz Srebrnym Krzyżem Zasługi (2023).
Od 2015 członek Amerykańskiej Akademii Filmowej. W tym samym roku otrzymał nagrodę „Golden Camera 300” za całokształt twórczości na Międzynarodowym Festiwalu Autorów Zdjęć Filmowych „Manaki Brothers” w Bitoli

## Filmografia
- 1978: Bestia
- 1978: Zapowiedź ciszy
- 1980: Mniejsze niebo
- 1980: Pałac
- 1981: Mężczyzna niepotrzebny!
- 1981: Wielki bieg
- 1984: Kobieta z prowincji
- 1987: Klątwa Doliny Węży
- 1992: Kawalerskie życie na obczyźnie
- 1993: Dwa księżyce
- 1993: Europejska noc
- 1993: Obcy musi fruwać
- 1993: Przypadek Pekosińskiego
- 1995: Kamień na kamieniu
- 1997: Boża podszewka
- 1997: Brat naszego Boga
- 1997: Opowieści weekendowe: Linia opóźniająca
- 1997: Opowieści weekendowe: Ostatni krąg
- 1997: Wojenna narzeczona
- 1998: Prostytutki
- 1998: U Pana Boga za piecem
- 1999: Moja Angelika
- 2000: Anna Karenina
- 2000: Last Resort
- 2000: Stranded
- 2002: Bodily Harm
- 2003: Intermission
- 2003: Charles II: The Power and the Passion
- 2004: Lato miłości
- 2005: Tom Brown’s Schooldays
- 2005: Malice Aforethought
- 2008: The Shooting of Thomas Hurndall
- 2008: Wiosna 1941
- 2009: U Pana Boga za miedzą
- 2011: Kobieta z piątej dzielnicy
- 2011: Margaret
- 2013: Ida
- 2017: Oczekiwanie